# Лимбическая система
Лимби́ческая систе́ма (от лат. limbus — «граница, край») — совокупность ряда структур головного мозга, расположенных на обеих сторонах таламуса, непосредственно под конечным мозгом. Окутывает верхнюю часть ствола головного мозга, будто поясом, и образует его край (лимб). Лимбическая система представляет собой не отдельную структуру, а скопление из конечного мозга, промежуточного мозга (диэнцефалона), и среднего мозга (мезэнцефалона). Точные границы лимбической системы до сих пор не определены.
Термин «лимбическая система» введён в научный оборот в 1952 году американским исследователем Полом Маклейном).

## История
Пол Маклейн в 1949—1952 годах сформулировал и обосновал концепцию ответственной за эмоции лимбической системы. Эта его теория приобрела популярность как привлекательный и убедительный ответ на вопрос о механизме эмоций, активно изучавшихся с конца XIX века. Первые доказательства того, что лимбическая система является центром по возникновению и обработке эмоций, были обнаружены в 1939 году Генрихом Клювером и Полом Бьюси.
Концепция лимбической системы была, с одной стороны, продуктом эволюционного подхода к объяснению ума и поведения человека, а с другой — выводами сравнительных анатомов начала XX века о старой коре и неокортексе, который, как считалось в сравнительной анатомии, был только у млекопитающих. Обоснованием концепции лимбической системы стало наблюдение, что чем более развита (сложна) кора головного мозга у животных, тем они более способны к решению сложных задач и мыслительной деятельности, а в наибольшей степени мышление, рассуждение и память развиты у приматов, у которых неокортекс имеет наиболее сложное строение. Из этого возникла идея, что неокортекс отвечает за когнитивные функции и разум, а остальные отделы мозга — за другие функции. Согласно этой идее, «старая» кора и связанные с ней подкорковые ганглии передней части мозга образуют лимбическую систему, которая содержит эмоции как эволюционно более ранние аспекты психической жизни и поведения.
В дальнейшем границы лимбической системы расширялись. К 1960 году в неё были включены элементы аллокортекса, а в 1970-х — некоторые отделы среднего мозга.
Благодаря тому, что одна из эволюционно важных функций лимбической системы — обонятельная, Херрик дал ей название «риненцефалон» (rinencefalon), в переводе с греческого языка — «нюхающий мозг»

## Состав
В состав лимбической системы входят:
- Обонятельная сенсорная система: обонятельные луковица (лат. Bulbus olfactorius) и тракт (лат. Tractus olfactorius)[3];
- Переднее продырявленное вещество (лат. Substantia perforata anterior);
- Поясная извилина (лат. Gyrus cinguli): автономная регуляция; частоты сердцебиений и кровяного давления;
- Парагиппокампальная извилина (лат. Gyrus parahippocampalis);
- Зубчатая извилина (лат. Gyrus dentatus);
- Гиппокамп (лат. Hippocampus): необходим для формирования долговременной памяти, а также — обработки и хранения пространственной информации;
- Миндалевидное тело (лат. Corpus amygdaloideum): агрессия и осторожность, страх;
- Гипоталамус (лат. Hypothalamus): регулирует автономную нервную систему через гормоны (голод, жажда, половое влечение, цикл сна и пробуждения);
- Сосцевидное тело (лат. Corpus mamillare): участвует в процессе формирования памяти;
- Ретикулярная формация среднего мозга (лат. Formatio reticularis).

Со временем принадлежность структур мозга к лимбической системе менялась. Среди учёных нет единого мнения о составе лимбической системы, разные исследователи включают в состав лимбической системы разные участки головного мозга, вплоть до фрагментов неокортекса.

## Функции лимбической системы
Получая информацию о внешней и внутренней средах организма, лимбическая система запускает вегетативные и соматические реакции, обеспечивающие адекватное приспособление организма к внешней среде и сохранение гомеостаза. Частные функции лимбической системы:
- регуляция функции внутренних органов (через гипоталамус);
- формирование мотиваций, эмоций, поведенческих реакций;
- играет важную роль в обучении;
- обонятельная функция;
- организация кратковременной и долговременной памяти, в том числе пространственной;
- участие в формировании ориентировочно-исследовательской деятельности (синдром Клювера — Бюси);
- организация простейшей мотивационно-информационной коммуникации (речи);
- участие в механизмах сна.

## Критика в научном сообществе
Некоторые учёные считают термин «лимбическая система» устаревшим. Например, они утверждают, что при повреждении гиппокампа (элемента лимбической системы) страдает долговременная память, которая является одной из основных когнитивных функций. С другой стороны, это легко объяснить тем, что эмоции имеют непосредственную связь с памятью. Положительные и отрицательные события мы запоминаем лучше всего, так как они являются эмоциональными переживаниями, а не особо эмоциональные события запоминаются хуже и, теряя свою значимость, впоследствии могут утилизироваться мозгом за ненадобностью. Так, например, человек с более развитым самоконтролем, подавляя эмоции, имеет худшую память по сравнению с теми, кто эти эмоции не подавляет.
Лимбическая теория стала готовым объяснением работы мозга с эмоциями. Однако она постоянно пересматривалась из-за достижений в области неврологии и до сих пор не имеет чётких границ. Поэтому её следует рассматривать как компонент более сложного механизма обработки эмоций.